# 148 Pułk Artylerii Ciężkiej
148 pułk artylerii ciężkiej (148 pac) – oddział artylerii ciężkiej ludowego Wojska Polskiego.
Pułk nie istniał w pokojowej strukturze Wojska Polskiego. Był jednostką formowaną na czas wojny zgodnie z planem mobilizacyjnym PM-53, z przeznaczeniem dla 4 Korpusu Armijnego. Jednostką mobilizującą był 120 Pułk Artylerii Ciężkiej w Tarnowskich Górach. Rozkazem Nr 00315/mob. Ministra Obrony Narodowej z 13 października 1956 roku pułk został wykreślony z planu mobilizacyjnego.